# مايكل نالبانديان

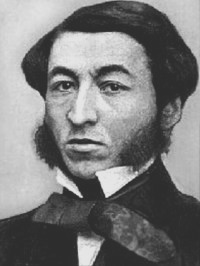
مايكل نالبانديان

ميكايل نالبانديان (14 نوفمبر 1829- 12 أبريل 1866) هو كاتب روسي أرمني وشاعر ومنظر سياسي وناشط.
ولد نالبانديان في ناخيتشيفان أون دون، وهي بلدة أرمنية تقع في جنوب روسيا، وسافر إلى العديد من الدول، على الرغم من أنه زار أرمينيا مرة واحدة فقط. اتسم بكونه مثقفًا راديكاليًا، وهو من أشد المدافعين عن العلمانية ومعاداة رجال الدين، وشجع على استخدام اللغة الأرمنية الحديثة (خلافًا للأرمنية التقليدية) وانتقد رجال الدين المحافظين في الكنيسة الرسولية الأرمنية صراحة. تبنى مناهضة الكاثوليكية. استلهم معتقداته من التنوير والتوحيد الإيطالي، ودعا إلى الإصلاح والقومية الثقافية والزراعية ونشرها بين الأرمن. في الأعوام الأخيرة من حياته، تأثر بالراديكاليين الروس كألكسندر هيرزن ونيكولاي تشيرنيشيفسكي، وتعرض للاضطهاد بسبب علاقته بهم وتوفي في المنفى عن عمر يناهز 37 عامًا.
يُعتبر أحد رواد الحداثة من أتباع خجادور أبوفيان. تأثر به العديد من الأشخاص، بما في ذلك الروائي رافي، والثوار القوميين الأرمن (ولا سيما حزب الطاشناق)، والماركسيين الأرمن، مثل ألكسندر مياسنيكيان. حظي نالبانديان باحترام كبير في الفترة السوفيتية، بينما تبنى حزب الطاشناق قصيدته التي حملت عنوان «أغنية فتاة إيطالية» نشيدًا وطنيًا لجمهورية أرمينيا الأولى في عام 1918. أعادت أرمينيا المستقلة اعتماده في عام 1991. أصبحت قصيدة أخرى من تأليف نالبانديان، والتي يمجد الحرية فيها، نشيدًا مشهورًا منذ كتابتها في عام 1859.

## حياته

### نشأته
ولد مايكل نالبانديان في 14 نوفمبر 1829 في ناخيتشيفان أون دون (نيو ناخيتشيفان)، وهي بلدة تقع بالقرب من روستوف على نهر الدون، أسسها أرمن القرم في عام 1779 بعد ترحيلهم إليها عام 1864 بموجب قرار الإمبراطورة كاترين الثانية. عمل والده غازار (أو لازار، مواليد عام 1864) وأسلافه السابقين في بيطرة الخيول (و/أو الحدادة)، واستلهموا اسم العائلة من هذه المهنة، تلقى تعليمه الأول من 1837 إلى 1845، في مدرسة الأب غابرييل باتكانيان الخاصة، رائد التعليم الأرمني الحديث. تعلّم الروسية والفرنسية واطلع على الأدب والعلوم الغربية. أغلق الكاثوليكي نيرس أشتاراكيتسي مدرسة باتكانيان في أكتوبر 1845. رأى نيرس أن باتكانيان تجاوز الحد بترويجه المواضيع العلمانية في مدرسته.
من يوليو 1848 إلى يوليو 1853، عمل نالبانديان سكرتيرًا لرئيس الأساقفة ماتيوس فيهابيتان، رئيس أبرشية نيو ناخيتشيفان وبيسارابيا، وأقام خلال تلك السنوات في كيشنيف، ولكنه داوم على زيارة مسقط رأسه وأوديسا وخرسون وشبه جزيرة القرم لتلقي الرعاية الصحية. عُرف بلقب دبير، والذي يُطلق على ذوي الرتبة المنخفضة في الكنيسة الأرمنية كالكاتب أو الشماس. تعرض لعداء من الكنيسة بسبب كتاباته الليبرالية. أُرغم على الفرار من كيشنيف ونيو ناخيتشيفان لتجنب الاضطهاد الديني.

### موسكو
تخلى نالبانديان عن خططه ليصبح كاهنًا، وانتقل إلى موسكو في أواخر يوليو 1853. بعد حصوله على شهادة من جامعة سانت بطرسبرغ الإمبراطورية، بدأ تدريس اللغة الأرمنية في معهد لازاريف للغات الشرقية في موسكو في أكتوبر 1853. اعتُقل لفترة وجيزة في موسكو في يناير 1854 بسبب ممارسة «أنشطة غير قانونية» مزعومة بتحريض من الكاثوليكوس نيرس. طُرد من معهد لازاريف في سبتمبر 1854. تقدم نالبانديان بطلب التحاق لجامعة إمبريال في موسكو وفشل مرتين، ولكنه تمكن في نهاية المطاف من الالتحاق بها من 1854 إلى 1858 بتخصص التدقيق في الطب.
في عام 1858، تعاون مع ستيبانوس نازاريان لتأسيس مجلة دورية بعنوان هايوسيسابيل، أي الشفق القطبي الشمالي، والتي اتخذت من موسكو مقرًا لها ونشرت فيها حتى عام 1864. وُصفت بأنها مجلة راديكالية وعلمانية ومناهضة لرجال الدين، وأول صوت عام لليبرالية بين الأرمن. سُميت بهذا الاسم تيمنًا بمجلة بوليارنايا زفيزدا، أي النجم الشمالي، التي نشرها الراديكاليون الروس هرتسن وأوغاريف في لندن. غادر هيئة تحرير الدورية في خريف عام 1859؛ ومع ذلك، استمر نشر أعماله فيها. استمر نالبانديان بكتابة معظم مقالات هايوسيسابيل وترجمتها حتى وفاته.
من مارس إلى يوليو 1859، سافر في جميع أنحاء أوروبا، وزار وارسو وباريس ولندن والعديد من المدن الألمانية، حيث التقى بالعديد من النشطاء (كستيبان فوسكان، محرر صحيفة أريفموتك في باريس) واكتسب معرفة واسعة حول الظروف الاجتماعية والاقتصادية والسياسية آنذاك. في يونيو 1860، ناقش أطروحته في كلية الدراسات الشرقية في جامعة سانت بطرسبرغ الإمبراطورية. حملت أطروحته عنوان «دراسة اللغة الأرمنية في أوروبا والأهمية العلمية للأدب الأرمني».

### رحلاته
ذهب إلى كلكتا في الهند للإشراف على نقل مبلغ كبير لتاجر أرمني لصالح الجالية الأرمنية في نيو ناخيتشيفان. انتُخب ممثلا للسفر إلى الهند في اجتماع عقده نحو 300 من أفراد المجتمع المحلي في نيو ناخيتشيفان في يوليو 1860. سافر خلال الفترة من أغسطس 1860 إلى مايو 1862، وكان لذلك أثر كبير على آراءه. زار تفليس، حيث التقى بغزاروس أغايان ومثقفين أرمن آخرين من روس (شرق) أرمينيا والقسطنطينية. خلال زيارته الوحيدة إلى أرمينيا الروسية، سافر إلى يريفان، إتشميادزين (مركز الكنيسة الأرمنية)، وقبر ميسروب ماشتوتس، مخترع الأبجدية الأرمنية في القرن الخامس، في أوشاكان.
زار إيطاليا (ميسينا، صقلية، نابولي، روما، وجنوة)، وهو في طريقه إلى لندن للحصول على إذن رسمي لرحلته، وأصبح على تواصل مع نشطاء الاستقلال –أنصار جوزيبي غاريبالدي، وفي لندن، اعترفت به السفارة الروسية ووزارة الخارجية البريطانية ممثلًا عن نيو ناخيتشيفان لأمور النقل. سافر بعد ذلك إلى كلكتا عبر مرسيليا والإسكندرية والسويس وعدن وسيلان ومدراس. غادر الهند في سبتمبر 1861 بعد أن نجح في ترتيب عملية نقل الأموال.

### اعتقاله ووفاته
أقام صلات وثيقة مع نشطاء لندن أثناء وجوده فيها، فشارك ألكسندر هيرزن ونيكولاي أوغاريف في وضع أُسس برنامج منظمة الأرض والحرية الإصلاحية. بحث مع ميخائيل باكونين عن وسائل لنشر صحيفة كولوكول في جنوب روسيا والقوقاز والإمبراطورية العثمانية. التقى في باريس مع إيفان تورغينيف، ونشر عملين سياسيين: «سطران» (عام 1861) و«الزراعة طريقًا حقيقيًا».
في مايو 1862، عاد إلى بطرسبرغ، حيث شارك في أنشطة الأرض والحرية إلى جانب نيكولاي تشيرنيشيفسكي ونيكولاي سيرنو سولوفيفيتش. في 14 يونيو 1862، اعتُقل بسبب تواصله مع المتطرفين الروس في نيو ناخيتشيفان. نُقل بعد ذلك إلى موسكو، ثم إلى حصن بطرس وبول في بطرسبرغ في 27 يوليو 1862. احتُجز في رافيلين أليكسيفسكي في القلعة مع نيكولاي تشيرنيشيفسكي ونيكولاي سيرنو سولوفيفيتش وآخرين. أُصيب بالروماتيزم في السجن.